# کنگو کاواماتا
کنگو کاواماتا (ژاپنی: 川又 堅碁؛ زادهٔ ۱۴ اکتبر ۱۹۸۹) یک بازیکن فوتبال اهل ژاپن است. وی در تیم ملی فوتبال ژاپن بازی کرده است.